# Cloud (jeu vidéo)
Pour les articles homonymes, voir Cloud.
Cloud est un jeu vidéo développé par des étudiants de l’Interactive Media Division de l’Université de Californie du Sud. Il a été mis en libre téléchargement le 24 octobre 2005.
Basé sur une idée originale de Jenova Chen, le jeu est développé par sept étudiants, encadrés par leur professeur Tracy Fullerton et un professionnel de EA Games. Lauréat d’une bourse destinée à soutenir les projets expérimentaux, le jeu est financé par EA Games.
L’histoire est centrée sur un jeune garçon hospitalisé qui rêve de voler dans le ciel. Le joueur le contrôle dans ses envolées oniriques, façonnant les nuages et contrôlant la météo.
Cloud a été lauréat de l’Independent Games Festival et de la SlamDance Guerrilla Game Maker Competition. Son succès a conduit Jenova Chen et Kellee Santiago à fonder le studio thatgamecompany.

## Histoire
Jun est un jeune garçon de sept ans, qui souffre d’asthme. À cause de sa maladie, il ne peut quitter sa chambre d’hôpital sans autorisation et s’ennuie beaucoup.

## Développement

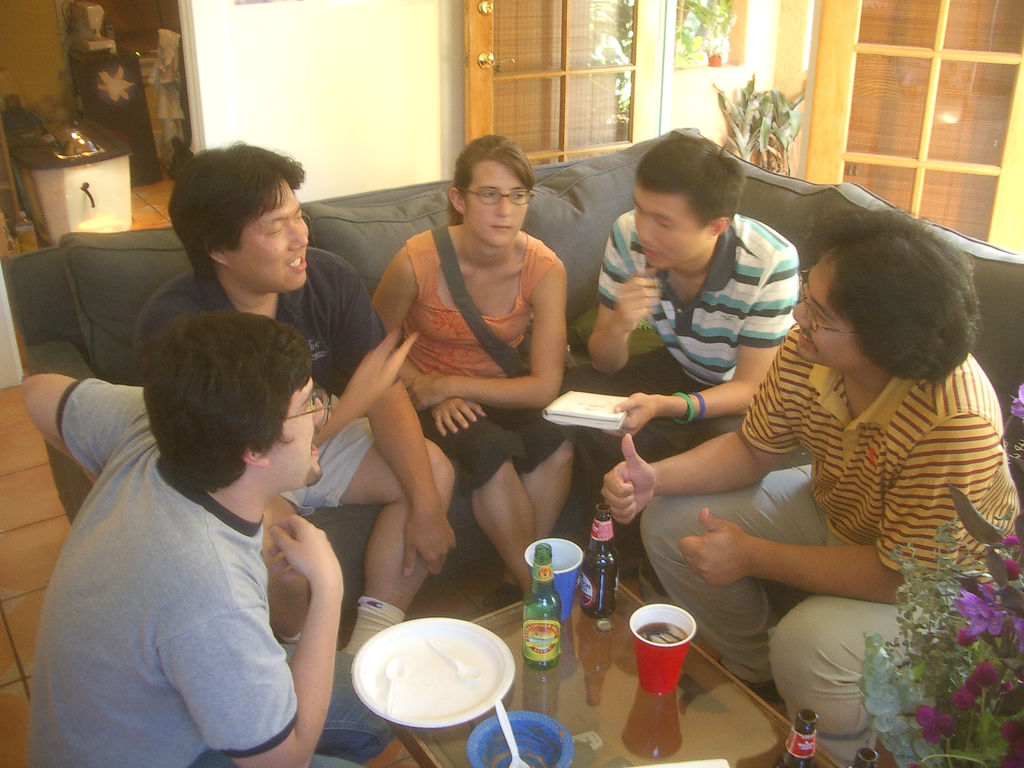
Une partie de l’équipe de développement de Cloud en réunion : Erik Nelson, Jenova Chen, Kellee Santiago, Glenn Song et Vincent Diamante.

Le concept de Cloud est basé sur une idée de Jenova Chen, inspiré par ses propres expériences et souvenirs d’enfance, les films de Hayao Miyazaki et le jeu Katamari Damacy.
Le développement débute en janvier 2005. Le concept de base défini, l’équipe procède à des brainstorming réduits pour dégager de nombreuses idées, à la base de spécifications.
Le budget du jeu s’élève à 12 000 $ pour le développement et 8 000 $ pour la promotion.
Lors du développement, l’équipe a utilisé l’environnement de développement intégré Visual Studio 2003, les logiciels d’édition graphique Photoshop CS et Illustrator CS, les plates-formes Flash 2004 MX, Dreamweaver 2004 MX, le logiciel d’imagerie 3D Maya 6.0 et les outils bureautiques Word 2003 et Excel 2003.
Équipe de développement
- Producteur : Kellee Santiago
- Directeur créatif : Jenova Chen
- Ingénieur chef : Rick Nelson
- Compositeur et bruiteur : Vincent Diamante
- Ingénieurs : John Deweese, Glenn Song
- Prototype Engineer : Aaron Meyers
- Coproducteur : Stephen "Erin" Dinehart

## Accueil
Cloud a été lauréat de l’Independent Games Festival 2006, dans la catégorie vitrine étudiante,. Il a également remporté la même année le Student Philosophy Award de la SlamDance Guerrilla Game Maker Competition, récompensant une réussite artistique.